# Carolyn veut divorcer
Pour plus de détails, voir Fiche technique et Distribution.
Carolyn veut divorcer (The Bride Walks Out) est un film américain de Leigh Jason sorti en 1936.

## Synopsis
Carolyn (Barbara Stanwyck), une jeune femme active accepte d'épouser Michael (Gene Raymond), mais celui-ci refuse absolument qu'elle continue à travailler. Au bout de quelque temps, les dettes s'accumulent car elle a du mal à changer de train de vie. Elle rencontre Hugh McKenzie (Robert Young), un homme riche qui la courtise et demande le divorce.

## Fiche technique
- Titre : Carolyn veut divorcer
- Titre original : The Bride Walks Out
- Réalisation : Leigh Jason
- Scénario : Philip G. Epstein et P. J. Wolfson d'après une histoire de Howard Emmett Rogers
- Production : Edward Small
- Société de production : Edward Small Productions et RKO Radio Pictures
- Photographie : J. Roy Hunt
- Montage : Arthur Roberts
- Direction artistique : Van Nest Polglase
- Costumes : Bernard Newman
- Distribution : RKO Radio Pictures
- Langue : Anglais
- Pays d'origine : États-Unis
- Format : Noir et blanc - Son : Mono (RCA Victor System)
- Genre : Comédie
- Durée : 81 minutes
- Date de sortie :
  - États-Unis : 10 juillet 1936

## Distribution
- Barbara Stanwyck : Carolyn Martin
- Gene Raymond : Michael Martin
- Robert Young : Hugh McKenzie
- Ned Sparks : Paul Dodson
- Helen Broderick : Mattie Dodson
- Willie Best : Smokie
- Robert Warwick : M. McKenzie
- Billy Gilbert : M. Donovan
- Wade Boteler : Chef de terrain
- Hattie McDaniel : Mamie, femme de chambre de Carolyn
- Vivien Oakland : Miss Gordon, la vendeuse
- Tom London : un officier du bateau